# 实巴荷副县
实巴荷副县（英語： 馬來語：）是砂拉越木中省木中县下辖的副县，人口约有1.2万（2010数据）。实巴荷副县有16个甘榜和36座长屋。